# Langeskov
Langeskov es un pueblo danés perteneciente al municipio de Kerteminde de la isla de Fionia, en la región de Dinamarca Meridional.
Tiene 4028 habitantes en 2016, lo que lo convierte en la tercera localidad más importante del municipio tras Kerteminde y Munkebo.
Se sitúa sobre la carretera E20, a medio camino entre Odense y Nyborg.
Fue fundado en el siglo XIX como poblado ferroviario de la línea Odense-Nyborg.